# Lournand
Lournand är en kommun i departementet Saône-et-Loire i regionen Bourgogne-Franche-Comté i östra Frankrike. Kommunen ligger i kantonen Cluny som tillhör arrondissementet Mâcon. År 2022 hade Lournand 319 invånare.

## Befolkningsutveckling
Antalet invånare i kommunen Lournand
| Referens: INSEE |